# Строително-информационен модел
Строително информационен модел идва от английското Building Information Modeling (BIM). Чрез BIM се създава и управлява документацията за един проект през целия му живот. т.е. от архитекта, през инженерните специалности, през строителите и след това поддръжката на сградата.
С BIM се създава модел на сградата, като се използват конструктивни и архитектурни елементи в реалните им размери, както и действително оборудване и обзавеждане, предоставено от производителите им. Проектирането вече е с обекти, а не линии. Създавайки 3D модел с оборудване в реалните си размери получаваме точни количествени сметки и лесно се засичат конфликти между отделните елементи на сградата.